# Leonardville
Leonardville és una població dels Estats Units a l'estat de Kansas. Segons el cens del 2000 tenia 398 habitants.

## Demografia
Segons el cens del 2000, Leonardville tenia 398 habitants, 167 habitatges, i 114 famílies. La densitat de població era de 591 habitants/km².
Dels 167 habitatges en un 29,9% hi vivien nens de menys de 18 anys, en un 58,1% hi vivien parelles casades, en un 8,4% dones solteres, i en un 31,7% no eren unitats familiars. En el 27,5% dels habitatges hi vivien persones soles el 13,8% de les quals corresponia a persones de 65 anys o més que vivien soles. El nombre mitjà de persones vivint en cada habitatge era de 2,38 i el nombre mitjà de persones que vivien en cada família era de 2,91.
Per edats la població es repartia de la següent manera: un 26,4% tenia menys de 18 anys, un 4,8% entre 18 i 24, un 28,6% entre 25 i 44, un 18,3% de 45 a 60 i un 21,9% 65 anys o més.
L'edat mediana era de 39 anys. Per cada 100 dones de 18 o més anys hi havia 91,5 homes.
La renda mediana per habitatge era de 31.875 $ i la renda mediana per família de 38.750 $. Els homes tenien una renda mediana de 26.250 $ mentre que les dones 20.469 $. La renda per capita de la població era de 16.327 $. Entorn del 4,2% de les famílies i el 9% de la població estaven per davall del llindar de pobresa.

## Poblacions més properes
El següent diagrama mostra les poblacions més properes.